# グラスジョー (バンド)
グラスジョー (英: Glassjaw)は、アメリカ合衆国のポスト・ハードコアバンド。ニューヨーク州ロングアイランド出身。1993年より活動しており、現在は、ダリル・パルンボ、ジャスティン・ベック、ドゥリジャー・ラング、マニュエル・カーレロの4人がメンバーとなっている。

## 来歴

### 初期 (1993年 - 1998年)
バンドはパルンボとベックがキャンプで出会った後の1993年の夏に結成された。バンド名についてベックはこう述べる。「俺たちにはバンド名の候補のリストがあって、その中でどれが最もクールかという点だけで選ぼうとしていた。当時はマウスピース(mouthpiece)やカーブジョー(curbjaw)といった二つの単語を組み合わせたバンドが多く存在していて、そこで最初に目に留まったのがスウィフトキック(Swiftkick)だった。本当のところ、俺はどれでも良かったのだけれど、それだと少しばかりダサいってことで、結局はグラスジョーに落ち着いた。そこに特別な理由は無いよ。ただ響きがクールだったというだけで。」1994年、バンドは最初のライヴをニューヨーク州のオーシャンサイドにて行う。バンド活動初期、ベックとウェインストックはユダヤ系ストレート・エッジメタルコアバンドであるサンズ・オブ・アブラハム(Sons of Abraham)としても活動していた。ここでの活動はグラスジョーにも多大な影響を及ぼしており、1stアルバムに収録された｢Hurting and Shoving (She Should Have Let Me Sleep)｣はサンズ・オブ・アブラハムにて初期に書かれた曲である。同時期、パルンボも自身のストレート・エッジバンドXbustedXとしての活動を掛け持ちしていた。ニューヨークのハードコアシーンで活動していた頃のバンドはメンバーチェンジを頻繁に行っており、初期のベックの担当楽器はドラムであったが、1998年にアリエル・テルフォードが脱退するとベースに転向し、1999年にクリス・バルドウィンが脱退し、マニュエル・カーレロが加入するとリードギターに転向した。1994年から1999年の間、バンドは数回に亘ってデモをレコーディングしており、その中の曲はいくつか後にリリースされる作品に収録されているが、そのまま日の目を見なかった曲も多い。1997年にレコーディングされ、彼らの名前を一躍有名にした５曲入りのEP『キス・キス・バン・バン』は同年に2センツ・ア・ポップ(2 Cents a Pop)レーベルからインディーズリリースされ、後の2001年にはレーベルを介さず再発売された。このEPに収録されている｢Star Above My Bed｣は現在でもセットリストに加えられる程人気が高い。1999年にドン・フューリーを迎えて行われたレコーディングは、後にリリースされるデビューアルバム『エヴリシング・ユー・エヴァー・ウォンテッド・トゥ・ノウ・アバウト・サイレンス』に収録されることになる曲を多く含んだ重要なものとなった。

### ファースト・アルバム (1999年 - 2000年)
1999年、バンドはロス・ロビンソン(アット・ザ・ドライヴイン、リンプ・ビズキット、コーン、スリップノット)をプロデューサーに迎えて、1stアルバムである『エヴリシング・ユー・エヴァー・ウォンテッド・トゥ・ノウ・アバウト・サイレンス』をレコーディングする為にカリフォルニア州マリブのインディゴ・ランチのスタジオに入った。ロスと契約を交わした際の出来事を、ベックはこう語る。「ロスは俺たちが練習している時に現れた。そして俺たちが曲を演奏し始めると、彼は立ち上がって、手を振り、こう言った。」｢終わった、遂に終わった！これだよ！契約しよう！｣これに関して、ロス・ロビンソンはこう述べる。「そのアルバムでの私たちの目的は“アディダス・ロック”を駆逐することだったんだ。」これは、当時興隆を極めていたニュー・メタルムーヴメントに属する、彼がプロデュースしたアディダスがスポンサーとなっていた一部のバンド(コーンやリンプ・ビズキット)に対する、ある種自己卑下的な姿勢である。バンドの音楽性は攻撃的で激しいものであったが、その反面｢When One Eight Becomes Two Zeros｣｢Her Middle Name is Boom｣｢Piano｣といった叙情的な側面を持つ曲も収録されており、その流れを汲む大作｢Everything You Ever Wanted to Know About Silence｣は更にパルンボ自身のクローン病について歌われた個人的なものである。だが、基本的なバンドのスタイルはパルンボが出会った人間に対する苦々しい怒りに溢れた感情を、彼の喉を切り裂かんばかりの力強い叫びとユニーク且つメロディアスな歌声にのせるというものだった。このアルバムはポスト・ハードコアに於ける画期的な作品だと評価されたが、その評価に反してレーベルはアルバムのプロモーションに殆ど力を入れず、バンドはロードランナー・レコードに対する不信を募らせた。そして問題は更に悪化することになる。ツアー中にパルンボがクローン病の発作を起こし、彼の激しいパフォーマンススタイルでは致命的な段階に至りかねないにもかかわらず、レーベルは彼が残りのツアーの日程を消化せずに休息をとるのは許されないと主張したのだ。
このツアーでは、デフトーンズに帯同する期間とソウルフライとの六週間のヨーロッパツアーの期間で、ラリー・ゴーマンがドラムを担当した。バンドのラインナップは、マニュエル・カーレロがツアーの日程に不満を持っているという理由だけでロードランナー・レコードによってバンドから外されて以来、変わり続けていた。

### セカンド・アルバム (2001年 - 2003年)
2001年、バンドはロス・ロビンソンと共に翌年にリリースされることになる2ndアルバムである『ウォーシップ・アンド・トリビュート』を製作する為に秘密裏にスタジオに入った。彼らは数々の問題を抱えていたロードランナーを去り、自らのアルバムを他のレーベルに売り込み、最終的にワーナー・ブラザース・レコードと契約した。このレコーディングではドラマーとしてラリー・ゴーマンが公式に加入したが、時間を短縮する為にロス・ロビンソンと交流があり、後にゴッドスマックに加入するシャノン・ラーキンがドラム奏者として参加し、ベックはギターと並行してベースを担当するなど、かなりの迅速化が図られた。このレコーディングで特筆すべき点は、ロス・ロビンソンがドラムの録音時にクリックを使わなかったことである。これは、彼の｢クリックは音楽を本質から遠ざけてしまう｣という信念に基づくものであった。｢Ape Dos Mil｣｢Must've Run All Day｣｢The Gillette Cavalcade of Sports｣｢Convectuoso｣(この楽曲はロードランナーとの契約の問題によって収録されなかった)などの曲に代表される形でジャズとアンビエントに受けた影響を盛り込んだアルバムは、よりメロディックで成熟したバンドの姿を見せつけた。パルンボはこのアルバムについてこう述べる。｢これは影響の混合物なんだ。コラージュという言葉がこのバンドを表す全てだ。バッド・ブレインズ、アンスラックス、ザ・キュアー、スクイーズ、その他多くのバンド全てへの賛辞なんだ。｣今作では前作で聴かれた反抗的な要素は減退し、パルンボはより詩的で知的なアプローチをとっている。
このアルバムでのツアーでは、レコーディングに参加したデイヴ・アレンがそのままベースを担当した。バンドは2002年から2003年の間、ワープド・ツアーやオズフェストに参加するなどして世界中をツアーしたが、2002年の10月にパルンボがクローン病の再発によってパリでの入院を余儀なくされたことによって、ドイツとイギリスでの日程はキャンセルされた。パルンボはここで腸の手術を受けている。これによって日程は12月まで延期されたが、パルンボをまたも悲劇が襲う。2003年の4月、スコットランドのグラスゴーで、彼はまたも入院せざるを得ない状況になり、イギリスでの日程をキャンセルすることとなってしまったのだ。

### 活動休止と再結成 (2004年 - 2008年)
バンドは2004年に活動休止を宣言し、パルンボはラリー・ゴーマンを含む新しいバンド、ヘッド・オートマティカを結成し、ベックは服飾の仕事に携わることになった。2004年の終わりにはトッド・ウェインストック、デイヴ・アレン、ラリー・ゴーマンの全員がバンドから解雇され、｢バンド内で何らかの和解し難いトラブルが発生して｣解散したらしいという噂話が囁かれる中、グラスジョーとしての未来は暗礁に乗り上げた。冗談であると思われるが、実際バンドのウェブサイトには一時｢RIP GlassJAw(グラスジョーよ安らかに眠れ)｣と表示されていたことがある。バンドは解散しているということを否定し、現在進行中のパルンボのクローン病が活動休止の理由の一つだと発表した。メンバー間でのコミュニケーションが断絶している中、少なくともトッドの与り知らぬところで予定されていたライヴ(結局はキャンセルされるが)は、それが彼への(そして他のメンバーに対しての)通知だとするのなら、バンドから排除されたことを意味していた。トッドはバンドのウェブサイトで以下の声明を発表した。｢みんなが俺に12月に予定されているグラスジョーのライヴについて訊いてきた。でも俺はそれについて何も知らないんだ。そこでパソコンで確認してみると、確かにライヴは予定されている。少し考えた後、これは単なるミスだと思ってベックに電話して確かめようとした。そこで俺はベックがグラスジョーについて俺とは全く違うビジョンを持っていると知ったんだ。俺の知る限り、ベックは自らギターを弾き、パルンボとドラムとベースの二人の雇われミュージシャンでライヴをするつもりだ。ベックのグラスジョーについてのビジョンを知った後、俺はもうそこにはいないんだと判った。(中略)それをどう受け止めればいいのかは分からないけれど、とにかく俺は動かなければならないみたいだ。｣そして彼は脱退するとメン・ウィメン・アンド・チルドレンを結成した。
2005年、およそ二年の活動休止の後、バンドは3つのライヴに出演した。うち1つはニューヨーク州ファーミンデールで催されたチャリティイベントで、1つはザ・ユーズドのツアーでの出演だった。これについては、当初、彼らは全ての日程に帯同する予定だったが、この時パルンボのクローン病が悪化していた。(ヘッド・オートマティカの全米ツアーもキャンセルされている。) 再結成時、マニュエル・カーレロはザ・ジャイアントというバンドのメンバーだったが、5年の時を経てアレンの後任としてグラスジョーに加入した。初期のバンドメンバーであったドゥリジャー・ラングも、ラリー・ゴーマンの後任として加入した。ギタリストが一人分空席となっていたが、バンドはこのメンバーを補充せず、4ピースという形を維持した。
2005年10月、バンドは『ウォーシップ・アンド・トリビュート』に収録されなかったB面曲を集めたEP『エル・マーク』をリリースした。2006年11月には公式サイトも再び更新され、その年の12月にデフトーンズのサポートとしてツアーを敢行し、ヘッドライナーとしても数公演行った。｢このツアーで最も良かったことは、それができたことだ。｣パルンボは言う。また2006年の大晦日、彼らはコネチカットで開催されたフェスにヘイトブリードらと共に出演した。
グラスジョーの公式サイトには「7．7．7．」という文字が太字で表示され、イギリスでの一度限りのライヴを予告した。すると次はファンサイトであるGlassjaw.netにてウォームアップライヴとして6．7．7．という日程も予告された。それらのライヴはイギリスに於ける直近4年間での初めてのものとなった。2007年の終わりにはアメリカの各地でもヘッドライナーとしてのライヴを行った。それらのツアーはバンドが頻繁にライヴをキャンセルすることを皮肉り、冗談めかして｢100％ Maybe｣ツアーと名付けられた。また、ニュージャージーではアゲインスト・ミー！と共にヘッドライナーとしてフェスに出演も果たしている。
これらの間に、グラスジョーのマイスペース上に掲載されていた曲が消去され、｢Yum Yum｣という曲が新たに公開された。これはディストーションのかかったドラムラインのループトラックで、最後の数秒間はディストーションが取り去られたドラムが登場するというものだった。六日後、その曲が削除されると、今度は｢Last Lisp｣という曲が公開された。これは｢Yum Yum｣とは違い、最後の処理が為されていないベースラインのループトラックだった。それらはレコーディング中である次のアルバムの切れ端である。

### サード・アルバムと活動に関する噂
グラスジョーの3rdアルバムについては、2002年にまでさかのぼる最後のアルバムのリリースに鑑みるだけでなく、その現状やリリース遅延に関しての情報が欠落していることから、予想はかなり難しくなっている。2006年7月のパルンボのインタビューによると、既に彼らは次のアルバムに向けてアイディアをいくつか出し合い、レコーディングも進めており、2007年にはリリースできればよいと述べている。この時、パルンボはアルバムは一つのテーマに沿って製作されるかもしれないことを示唆している。2007年11月、近年では初めてのインタビューを受けたグラスジョーは、｢11曲の楽曲があり、7曲は出来上がっており、4～6曲はもう少し詰める必要がある｣ことを明かしている。ケラング！のインタビューでは、パルンボは｢今年の暮れか2009年早々にはリリースされるだろう。･･･出来れば。｣と述べている。詳細が判明したのは2008年の5月で、アルバムは｢ボーカル録り待ち｣であること、｢あと数ヶ月で完成すること｣が明かされた。同時期のインタビューで、ベックはこう述べている。｢たった今アルバムが完成して、俺は幸せだよ。これがクソの積み重ねじゃなければ、俺たちはそれを早くライヴで演奏したくなるはずさ。まだその正確な日時や計画は決まっていないけどね。｣2008年6月のGlassjaw.netによって伝えられたベックのインタビューで、彼はこう述べた。｢俺の個人的な範囲で言えることは、今年の終わりにはリリースされるということだ。｣
アルバムは従前の作品のようなロス・ロビンソンによるプロデュースではなく、ベックが彼の友人であるジョナサン・フロレンスと共に共同プロデュースするという形をとっている。ジョナサンはアルバムのエンジニアも担当している。12曲のドラム、ベース、ギターは既に録り終えているが、パルンボのボーカルだけがまだ終わっていないという状況である。｢(You Think You're) John Fucking Lennon｣｢Jesus Glue｣｢Star Above My Bed(ドン・フューリーバージョンではない『キス・キス・バン・バン』収録版)の再録｣｢Natural Born Farmer｣の、ボーカル録りが終わっている曲に関しては既にライヴでも次作収録を予告して演奏されているが、かつて同様に『ウォーシップ・アンド・トリビュート』に収録されると予告されていた｢Convectuoso｣と｢Midwestern Stylings｣は収録されていないという実例がある。5番目の未だ名前の付いていない楽曲のボーカルがフリースタイルという形でレコーディングされたようだが、恐らく残りの曲に関してはまだ歌詞が完成していないのであろうと推測される。アルバムはセルフタイトルになるらしいと噂されており、ベックはデジタルリリースの可能性を示唆した。また、彼は自主発売するだろうと発言していたが、前作のようにワーナーからリリースされるようである。
ファンは、パルンボがヘッド・オートマティカの3rdアルバムやハウス・オブ・ブロウズのデビューEPなど、様々なプロジェクトに携わっている為、アルバムは2010年までは発売されないだろうと推測している。パルンボの健康問題という点でも、彼が回復するのには更に時間がかかるであろうと予測されている。もしアルバムがリリースされれば、それは1995年以来初のグラスジョーがトッド・ウェインストックを欠いた状態で作品をリリースするということである。
2008年10月14日、ベーシストのマニュエル・カーレロはGlassjaw.netに以下のように書き込んだ。｢俺は部屋を綺麗にしなさいと言われた子供のような気分で、けど部屋は依然として汚いまま。そして子供が部屋の外を覗こうとするといつも、もう掃除は終わったのかとすぐに訊かれるんだ。(その時俺は既に部屋の一部を掃除し終えてる。)俺は皆に答えたいんだけど、ほとんど分からないんだ。つまり、ここで、率直になろう。俺はベースを弾いてる。俺は自分のやるべきことについて何の迷いもない。俺はバンドがこれから何をするのか全く知らない。ただ、レコーディングが終わったということだけは確かだ。俺は皆にいつツアーに出るのかということを報告できるのを楽しみにしてる。惜しむらくは、俺がそれを知らないということだ。それを誰が知っているのか、ということもね。｣
2008年10月23日、サイレント・マジョリティのトミー・コリガンがレコーディングが終わったアルバムの数曲を聴いた感想を明かした。｢スパニッシュっぽいラテンの雰囲気を持った曲という印象で、(中略)それらは(中略)ヘヴィなグルーヴとオリエンタルな響きを有していた。｣2008年10月29日のインタビューでベックはそれを肯定しており、ボーカル録りが終わっている5曲に関してはアルバムの残りの曲とは違った響きが有り、それらによって作品は二面性を持つことになるだろうと述べている。(実は、その5曲のうち4曲は2003年の初期より演奏されており、作曲はそれ以前であると思われる。)
2008年11月22日、バンドは｢(You Think You're) John Fucking Lennon｣のドラムイントロを｢2022年｣にリリースされる予定の『Don't Ask Me』というアルバムに収録される｢It's A Fucking Intro You Asshole｣という曲だとしてマイスペースに公開した。それはリリースが延期され続けているアルバムのふざけた煽り文句だと見做され、ファンの怒りや不満を激化させた。2008年11月28日、バンドは彼らのウェブサイト上で｢(You Think You're) John Fucking Lennon｣のフルバージョンを公開した。彼らは全てのサイトのリンクと素材を削除してバンドのクローシングサイトにリンクされたグラスジョーの旗を背景として置き換え、長い間公開されていたドラムのループトラックを彼らの新曲に変更した。
2009年5月、パルンボは彼のツイッター上で新曲のボーカルのデモをレコーディングしており、ファンは｢かなり早く｣新曲を聴けるだろうと発言した。後の6月14日の投稿では、｢今、俺とベックは完成したばかりのEPをベックの車の中で聴いてる｣と発言するも、これはそのEPがフルアルバムへと続くものなのか、それとも当面の最終的なリリースになるのか定かではないものだった。しかしこれについては6月23日にパルンボがツイッター上でsnatcher2047の質問｢あなたの発言を見ました。そのEPの後にはフルアルバムが続いて出るのですか？｣に｢もちろんさ。｣と答えたことで明らかになった。
7月20日、パルンボは数ヶ月のうちにEP、そしてフルアルバムがリリースされるだろうと発言した。彼の発言を引用すると、｢EPは5曲か6曲入りで、フルアルバムとは少し趣が異なっているだろう。新たなグラスジョーの楽曲は以前よりも遥かに攻撃的なものだよ。これこそが俺とベックが長い間取り組み続けてきたものさ。俺がかつて思っていたものの更に上を行く凶暴性があるぜ。｣とのことである。
2009年の秋、バンドはブランド・ニューのツアーに帯同した。その後間もなく、パルンボ、ベック、マニュエルはGlassjaw.netのビデオインタビューに応じ、長期に亘ってバンドが作品のリリースから遠ざかっていることについて｢21歳の時に我々が下した決断｣によるものだと発言し、暗にロードランナーかワーナーのどちらかとの法的な契約による可能性を示唆した。
2009年の12月、マニュエル・カーレロとドゥリジャー・ラングはグラスジョーの活動に専念する為、セイヴズ・ザ・デイを脱退した。これは彼らが一時的な雇われメンバーでなく、正式なメンバーに昇格したということである。
2010年1月、イギリスをツアーしていたバンドは新曲｢All Good Junkies Go To Heaven｣を披露した。このタイトルは数ヶ月前にパルンボがツイッターを通して付けたものである。この曲は約4年振りに発表した新曲である(｢(You Think You're) John Fucking Lennon｣と｢Jesus Glue｣は2006年に初披露されている。)。これに加えて、バンドはかつてライヴでは殆ど演奏されてこなかった｢エル・マーク｣と｢Convectuoso｣という人気B面曲をセットリストに加え始めた。

## スタイルと影響
グラスジョーの音楽性はその歴史と共に変化し続けている。エクスペリメンタル・ロック、アフロビート、ポスト・ハードコア、ラップコア、ニュー・メタル、ハードコア・パンク、プログレッシブ・ロック、オルタナティブ・ロック、サイケデリック・ロックなど、彼らを構成する音楽的要素は多岐にわたり、一概にカテゴライズするのは非常に難しい。しかし、彼らのルーツは常にニューヨーク・ハードコアシーンに根ざしており、特にバッド・ブレインズの影響は大きい。初期のレコーディングでは1980年代後期のユースクルースタイルが大きな要素を占めており、ユース・オブ・トゥデイの絶大な影響を受けている。ベックはフェイス・ノー・モアの音楽に対する姿勢に影響を受けており、パルンボもマイク・パットンに影響を受けたということを公言している。
セカンドアルバムではハードコア以外の様々なジャンルにも敬意が表されており、様々な実験的サウンドをポスト・ハードコアという形で(ファーストアルバムからその嫌いはあったのだが)一つの形にした。彼らの最近の楽曲｢"(You Think You're) John Fucking Lennon｣｢Jesus Glue｣｢and "Natural Born Farmer｣については東海岸のハードコアの色濃い影響を反映しており、エキゾチックなメロディやラテン/アフリカンのリズムという点でデフトーンズやウィル・ヘイヴンの影響を窺える。

## ロードランナー・レコードとの問題
パルンボとベックはロードランナーとの問題を経験した後も、何年にも亘って非好意的にレーベルの話題を持ち出している。彼らはレーベルの利益にならないよう、1stアルバムは購入せず不法にダウンロードするようにとライヴに訪れるファンに繰り返し告げた。パルンボは次のように述べる。｢ロードランナーはふざけてる。あんなのは本当のレーベルじゃない。あいつらは一つの素晴らしい音楽をただの産業に変えてしまう。ビクトリー・レコードのような小さなハードコアレーベルの方が完全にロードランナーより上だ。ロードランナーはふざけてる。あれは産業音楽の悲劇だ。｣ベックは言う。｢真剣に、奴らのサポートは受けたくない。あいつらはクズだ！｣パルンボはロードランナーがバンドに十分なツアーを組まなかったことについてこう述べる。｢俺たちは自分たちが思っていた半分もツアーをできなかった。1stアルバムがもっとサポートを受けてツアーが出来ていたらと今でも思うね。俺たちは2年間ロードランナーにいたが、冗談だった。あんなものはレーベルごっこだけの悪い冗談だ。あいつらは所属するバンドのことなんか考えていない、救いようのない愚かなビジネスマンだ。奴らにはニッケルバックとスリップノットって2つの稼ぎ頭がいて、それ以外のアーティストは二の次。そのくせにスリップノットの新作が4プラチナムに達しないところを見るや否や、彼らに背を向けたんだ。奴らは発売後、すぐに結果を欲しがるんだが、そんなものは悪い冗談だ。そんなやり方で大企業を運営しようなんて、可笑しな話さ。｣
2009年の3月に1stアルバムがロードランナーから再発することを受けて、インタビューを受けたベックはこう述べた。｢最悪だよ！俺たちは何もできないんだ。頼むから買わないでくれ！屈辱だよ！｣

## バンドメンバー

### 現在のラインナップ
- ダリル・パルンボ – ボーカル (1993年– )
- ジャスティン・ベック – ドラム (1993年–1998年)、ベース (1998年–1999年)、ギター (1999年– )
- ドゥリジャー・ラング – ドラム (1998年–1999年、2004年– )
- マニュエル・カーレロ – ベース (1999年–2000年、2004年– )

### 旧メンバー
ギター
- ニック・ユリコ – ギター (1993年–1995年)
- クリス・バルドウィン – ギター (1995年–1998年)
- ブライアン・メハン – ギター (1998年)
- マイク・カレオ – ギター (1998年)
- トッド・ウェインストック – ギター (1996年–2004年)

ベース
- デイヴ・ブッタ – ベース (1993年–1994年)
- アリエル・テルフォード – ベース (1994年–1998年)
- マット・ブラウン – ベース (2001年)
- ミッチェル・マーロウ – ベース (2001年)
- デイヴ・アレン – ベース (2002年–2004年)

ドラム
- スコッティ・レディックス – ドラム (1999年)
- ステファン・リンデ – ドラム (1999年)
- サミー・シエグラー – ドラム (1999年–2000年)
- ラリー・ゴーマン – ドラム (2000年–2004年)

### セッション・ミュージシャン
- シャノン・ラーキン – ドラム (2001年)

## ディスコグラフィ

### スタジオ・アルバム
- 『エヴリシング・ユー・エヴァー・ウォンテッド・トゥ・ノウ・アバウト・サイレンス』 - Everything You Ever Wanted to Know About Silence (2000年)
- 『ウォーシップ・アンド・トリビュート』 - Worship and Tribute (2002年)
- Material Control (2017年)

### EP
- Kiss Kiss Bang Bang (1997年)
- El Mark (2005年)
- Our Color Green (The Singles) (2011年)
- Coloring Book (2011年)[1]

### シングル
- "Pretty Lush" (2000年)
- "Ry Ry's Song" (2000年)
- "Cosmopolitan Bloodloss" (2002年)
- "Ape Dos Mil" (2003年)
- "All Good Junkies Go to Heaven" (2010年)
- "Jesus Glue" (2010年)
- "Natural Born Farmer" (2010年)
- "Stars" (2010年)
- "You Think You're (John Fucking Lennon)" (2010年)
- "New White Extremity" (2015年)
- "Shira" (2017年)
- "Golgotha" (2018年)